# Бахдида
Бахдида или Эль-Хамдания или Каракош (араб. بغديدا‎, сир. ܒܓܕܝܕܐ) — город на севере Ирака, расположенный на территории мухафазы Найнава. Административный центр округа Эль-Хамдания.

## Географическое положение
Город находится в западной части мухафазы, в междуречье рек Тигр и Большой Заб, на высоте 273 метров над уровнем моря.

Бахдида расположена на расстоянии приблизительно 14 километров к востоку-юго-востоку (ESE) от Мосула, административного центра провинции и на расстоянии 330 километров к северо-северо-западу (NNW) от Багдада, столицы страны.

## Население
По данным последней официальной переписи 1965 года, население составляло 7 410 человек.
Динамика численности населения города по годам:
| 1965  | 2012   |
| ----- | ------ |
| 7 410 | 32 459 |

В национальном составе преобладают ассирийцы, в конфессиональном — христиане.

## История
Город известен с древности, и предположительно, соответствует древнему ассирийскому городу Расин (Rasin). Население, относительно рано начавшее исповедовать христианство, и изначально придерживавшееся его несторианской ветви, с VII века в большинстве своём исповедовало уже сирийское православие. В XI веке в город начали прибывать христиане из более южных областей страны, вынужденные оставить свои дома из-за непомерно высоких налогов.

В течение последующих XIII и XIV веков город и его окрестности подверглись набегам курдов и монголов, а в 1743 году город был разграблен войсками Надир-шаха.

В 1580 году начались контакты некоторых представителей местного духовенства с Римской курией, и уже к XIX веку сиро-католики составляли значительную долю городского населения.

В начале августа 2014 года город был занят террористами из Исламского государства.

## Известные уроженцы
- Юсиф Абба Мансур — архиепископ багдадский Сирийской католической церкви.
- Салван Момика — акционист, критик ислама, получивший статус беженца в Швеции.